# Kostel Navštívení Panny Marie (Ostrava)
Kostel Navštívení Panny Marie se nachází v ostravské místní části Zábřeh. Je to jeden z nejstarších kostelů v Ostravě.

## Poloha a tvar budovy
Jednolodní stavba s bočními kaplemi a menší věží v průčelí je umístěna v malém parku nedaleko křižovatky ulic Výškovická a U Hrůbků v ostravské místní části Zábřeh. Jeho průčelí je orientováno směrem k nedalekému zámku.

## Historie
Kostel byl postaven v letech 1806–1811 nákladem místního náboženského fondu. Jeho předchůdcem byl dřevěný kostel svatého Marka nejpozději z první poloviny 15. století, u něhož došlo dle nejnovějších výzkumů někdy mezi lety 1771–1794, pravděpodobně však při vzniku nové zábřežské lokálie roku 1784, ke změně patrocinia na Navštívení Panny Marie. Do roku 2006 byl v kostele gotický zvon z přelomu 13. a 14. století, který je pravděpodobně nejstarší na Moravě. Od roku 1974 dodnes je potom Zábřeh nad Odrou sídlem farnosti.

## Další informace
V parku u kostela se nachází Zábřežský bludný balvan.